# Rjaschenka

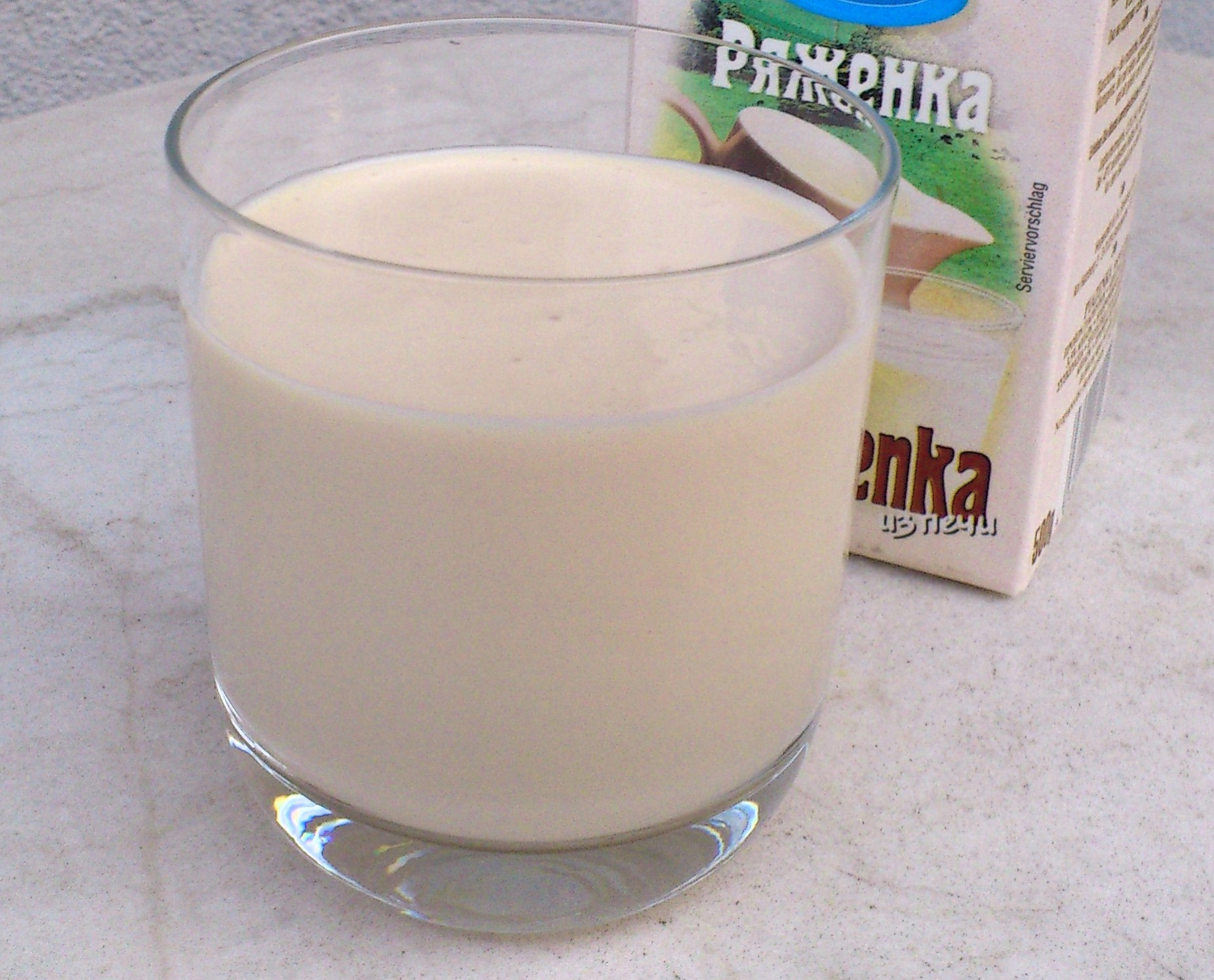
Rjaschenka

Rjaschenka (russisch ряженка, ukrainisch ряжанка, belarussisch ражанка) ist ein mit Streptococcus thermophilus fermentiertes Sauermilcherzeugnis mit 3 bis 8 Prozent Fett. Seine bräunliche Farbe entsteht durch Maillard-Reaktion; es gibt auch Produkte, die zusätzlich mit Karamellzuckersirup gesüßt und gefärbt sind.
Rjaschenka ist ein Nationalgetränk in Russland, Belarus und der Ukraine.

## Herstellung
Rjaschenka wurde traditionell von Bauern hergestellt, die die Hitze ihrer Steinöfen nach dem Brotbacken nutzen wollten. Sie erhitzten im so genannten „Gletschik“ (einem niedrigen Tontopf) ein Gemisch aus Milch und Sahne bis knapp unter dem Siedepunkt (rund 90 Grad) und stellten ihn in den langsam erkaltenden Ofen. Am nächsten Tag fügten sie Joghurtkulturen hinzu, was die Milch bei rund 40 Grad fermentiert. Fertige Rjaschenka ist gelblich-braun bis cremefarben und wird zum Verzehr umgerührt und meist gekühlt. Sie ist von sahniger Konsistenz, weist einen milden, typischen Sauermilchgeschmack auf und kann wie (Trink-)Joghurt oder Sauermilch verwendet werden.